# Carolina Wiesner Ceballos
Carolina Wiesner Ceballos (Bogotá, Siglo XX) es una médica cirujana y salubrista colombiana. En 2017 fue nombrada directora general del Instituto Nacional de Cancerología de Colombia, la única mujer entre once directores desde su creación.

## Familia
Es descendiente del mineralogista alemán Jacobo Wiesner Heckerin que llegó a Colombia durante el siglo XIX.[cita requerida]